# Chiesa di Santa Maria della Consolazione (Arcavacata)
La chiesa di Santa Maria della Consolazione, anche detta chiesa di Maria Santissima della Consolazione, sorge ad Arcavacata di Rende in provincia di Cosenza.
È sede dell'omonima parrocchia dell'arcidiocesi di Cosenza-Bisignano.

## Storia
La chiesa ha origine da un’antica storia del '700 secondo cui la sua costruzione sarebbe stata voluta dalla stessa Vergine Maria, a seguito della guarigione di uno zoppo e di un cieco e dell'apparizione della sua icona nel punto in cui oggi sorge la chiesa.
Verso la sera di un imprecisato giorno (probabilmente la notte di Pasqua), due mendicanti, uno zoppo e l'altro cieco, si fermarono nei pressi di un roveto per trascorrere la notte durante una tempesta, con l'intenzione di riprendere il cammino l'indomani. Mentre riposavano, il cieco fu svegliato da una luce intensa proveniente dal roveto. All'inizio pensò di essere in un sogno, ma ben presto si rese conto che poteva vedere di nuovo, gridando al miracolo. Le sue grida svegliarono lo zoppo che, alzatosi di soprassalto, si accorse di poter camminare senza l'aiuto delle stampelle.
Le urla dei due mendicanti richiamarono i contadini che abitavano nei dintorni, che si recarono sul posto per scavare nel punto da cui proveniva la luce. Scoprirono un frammento di muro con l'immagine della Madonna con il Bambino, illuminata da una luce intensa. Il giorno successivo, una folla si radunò per venerare l'immagine. Il proprietario del fondo, un membro della famiglia Magdalone, giunse sul posto e promise di costruire una chiesa nel luogo del miracolo.

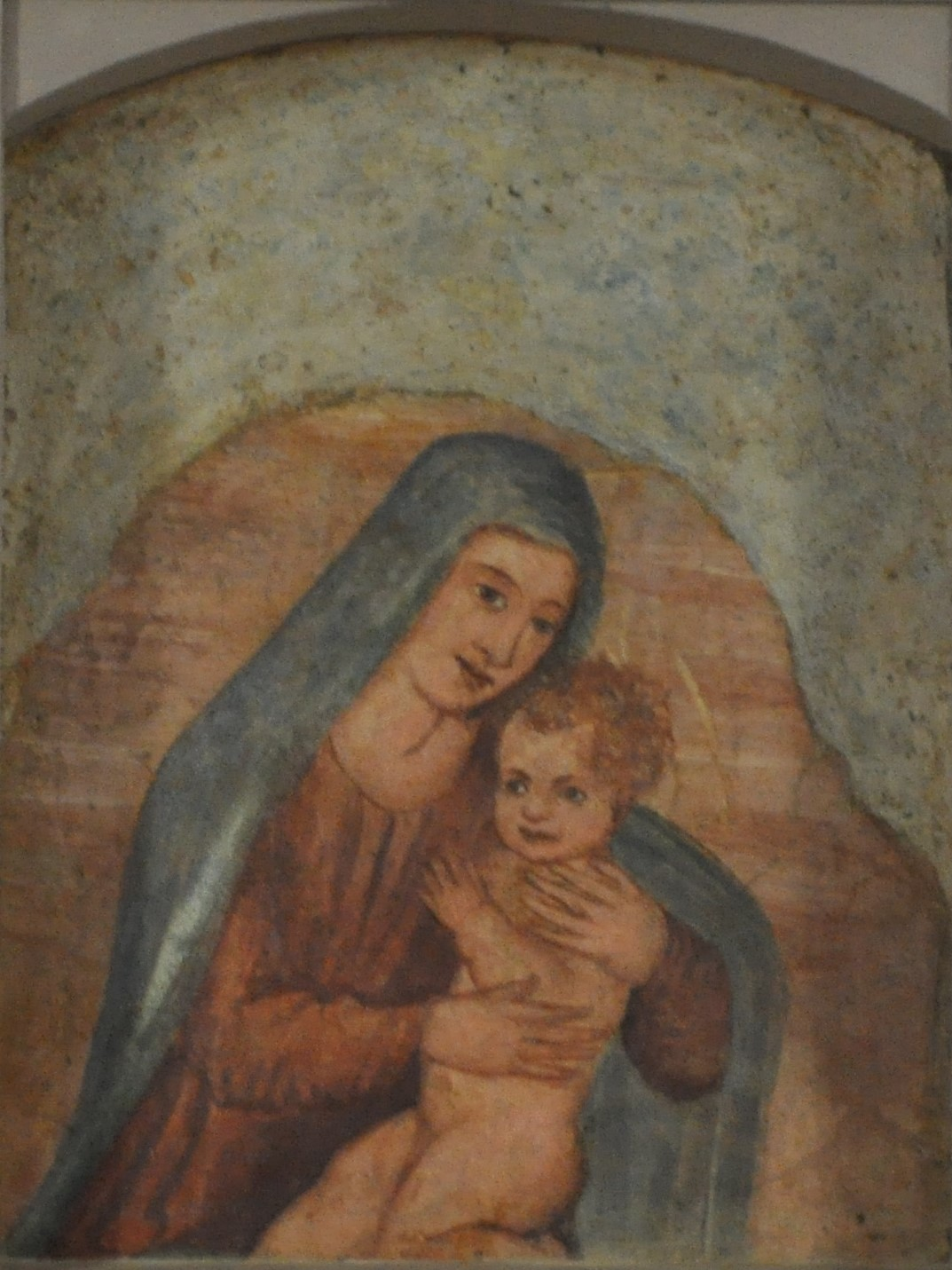
L'icona miracolosa.

Secondo gli studi condotti negli anni più recenti, l'arco deriverebbe da un edificio di culto pre-esistente riconducibile o al convento in contrada Rocchi, o più probabilmente ad una antica chiesa del 1424 dedicata proprio alla Vergine Maria di cui oggi giungono pochissime informazioni temporali e nessuna sul luogo in cui era ubicata. Proprio a seguito di questo evento, il nome del luogo del miracolo, ossia Arquagabatha, ha mutato il suo nome in Arca-vacata riferito all'icona inserita in un arco all'interno cavo.
A ricordare questo evento miracoloso è stato composto un inno alla Madonna di Arcavacata nel 1929, dal Vicario Foraneo di Rende e parroco dell'epoca, Don Francesco de Paola.

### Terremoto dell’8 Settembre 1905
Durante la notte fra il 7 e l’8 settembre 1905, in Calabria si verificò un potente sisma, probabilmente uno tra i più forti storicamente noti in Italia. Il terremoto distrusse molti paesi della provincia di Cosenza e di Vibo Valentia, provocando centinaia di vittime.
La popolazione di Arcavacata si affidò durante il terremoto, alla Madonna della Consolazione, che salvò la popolazione dal sisma. Da allora nella vigilia della solennità della Natività della Beata Vergine Maria, appunto l’8 settembre, i devoti si radunano a pregare e mangiare cibi tipici attorno a un grande falò, detto popolarmente “Luminera” per ricordare quella notte di paura e la grazia ricevuta. Nei tempi più remoti si organizzavano grossi festeggiamenti e una processione, oggi ridotta solo a una messa solenne di ringraziamento alla Vergine Maria ed alcuni eventi civili come spettacoli e concorsi canori.

### Costruzione

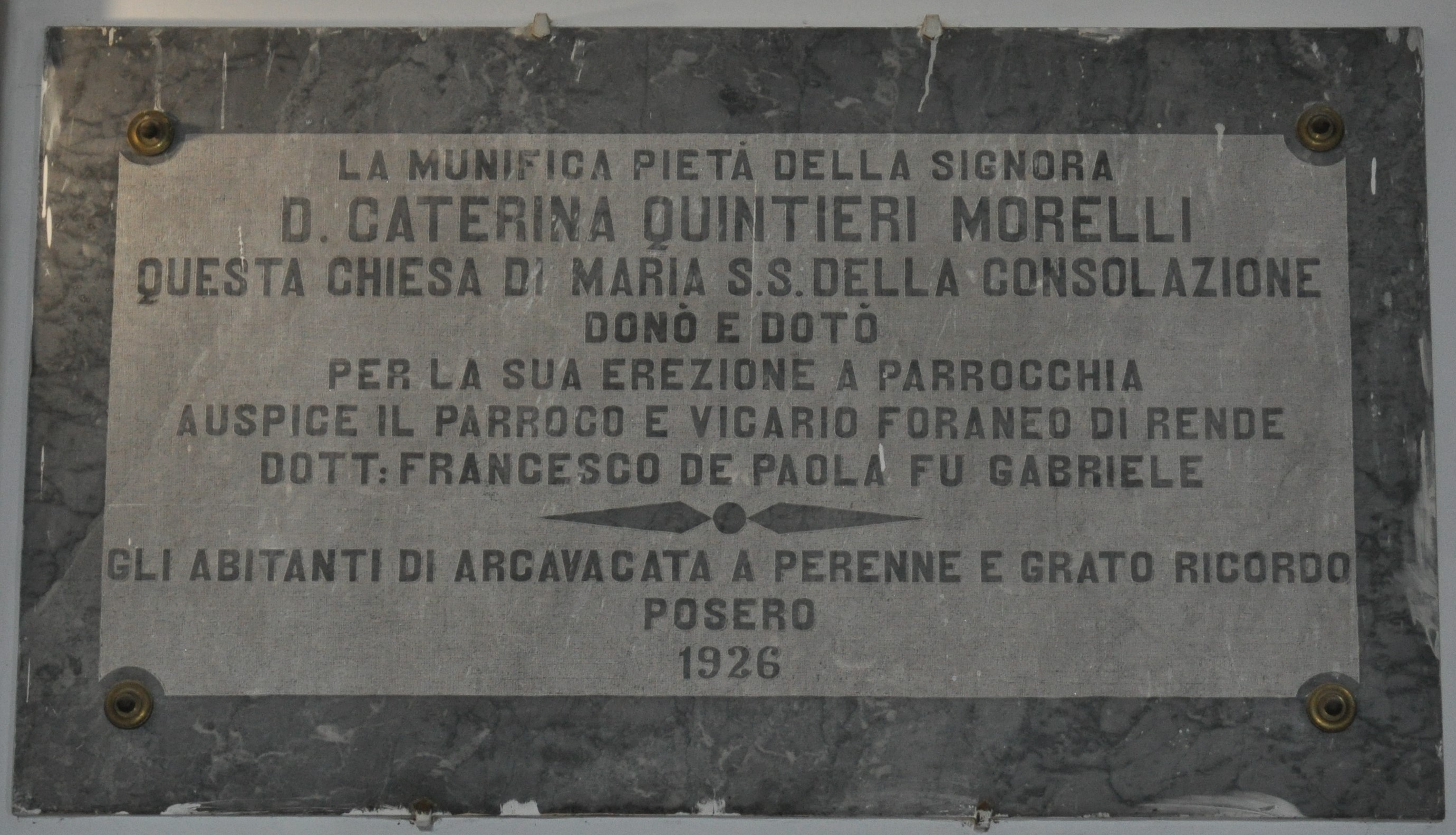
La targa che ne ricorda la donazione alla Diocesi.

Prima dell'attuale edificio sorgeva una chiesetta innalzata a inizio '700, citata in alcuni documenti storici dell'epoca; di cui non giungono informazioni architettoniche particolari, se non il fatto che era costituita da muri spessi circa 100 cm, che le hanno permesso di resistere ad una forte scossa di terremoto verificatasi nella provincia di Cosenza nel 1854. Proprio a seguito di questo sisma con la ricostruzione del paese di Arcavacata, la comunità, per ringraziare la Madonna per essere sopravvissuti al terremoto, volle ampliare questo luogo di culto di particolare devozione. La Chiesa attuale ingloba solo poche parti dell'antica chiesa, come la parete di fondo dell'altare dove è posta l'icona della Madonna della Consolazione, lì dove era sempre stata. L'ampliamento della chiesa così come è oggi risale alla seconda metà del XIX secolo, grazie alla generosa offerta di Donna Caterina Morelli, discendente del barone Morelli di Rogliano imparentato con la famiglia Magdalone. L'edificio venne ultimato a seguito di circa trenta anni di lavoro nel 1892 e venne consacrato come edificio di culto privato aperto al culto della vasta comunità.
Nel 1926 la famiglia Magdalone  donò l'edificio alla Diocesi: a seguito di questa donazione, venne innalzata al titolo di chiesa parrocchiale.

#### Restauri
Durante la seconda metà del XX secolo la chiesa subì numerosi cambiamenti interni, alcuni di restauro altri di adeguamento liturgico. Il più grande intervento finora è stato quello alla metà degli anni ‘90 che ha interessato quasi tutta la chiesa, con restauro delle opere d’arte quali quadri, statue e affreschi, ritinteggio delle pareti e della volta, restauro dell’antico altare maggiore, della pala d’altare, rifacimento del presbiterio, restauro dei capitelli e della cantoria, della facciata e del campanile. Nell’ultimo restauro sono stati inseriti i nuovi arredi liturgici del presbiterio, due nuove campane e la sagrestia ricavata da una antica abitazione donata alla parrocchia.

### Sisma del 2020
A seguito della scossa di terremoto del 24 febbraio 2020, alle ore 17:01 con epicentro a Castiglione Cosentino di magnitudo 4.8, la chiesa ha riportato alcune lesioni alla copertura interna a volta a botte, causandone la chiusura al culto in attesa di verifiche, rimandate poi a causa del lockdown. Le celebrazioni sono state trasferite per un anno nella Chiesa di Gesù Misericordioso, della vicina e dipendente comunità.
In seguito ai dovuti accertamenti strutturali effettuati dai tecnici del comune di Rende, la Chiesa ha riaperto le porte ai suoi fedeli il giorno dell'Immacolata Concezione del 2021.
Il 17 novembre 2023 la Chiesa è stata dichiarata nuovamente inagibile a causa del presunto peggioramento delle condizioni del contro soffitto, a causa della caduta di calcinacci e della presenza di alcune lesioni sparse dovute al passare del tempo e al sisma del 2020, specie nella zona del presbiterio. Attualmente la chiesa è chiusa in attesa di valutazioni tecniche e di un progetto di restauro e consolidamento della struttura.

## Descrizione

### Esterno
La chiesa sorge su un muretto leggermente rialzato rispetto al livello della strada. La piazzetta antistante è caratterizzata dai sanpietrini e dai vari gradini che servono a raggiungere il sagrato. La struttura presenta le caratteristiche tipiche del tardo barocco meridionale. La facciata, stuccata in rosa e decorata da lesene e capitelli semplici, presenta sulla cima un timpano. Sempre sulla facciata presenta un portale decorato in tufo e due nicchie che fino agli anni 70 contenevano due statue: una di San Giovanni il Battista (a destra) e l'altra di San Giuseppe (a sinistra), rimosse per un restauro e non più ripristinate. Al centro è presente una vetrata rettangolare decorata da riquadri circondata da una cornice decorata in tufo all'esterno. La parrocchia possiede anche l'antistante campetto da calcio utilizzato dai bambini dell'oratorio ma anche per eventi pubblici sacri e civili.

#### Torre campanaria
Alla destra della chiesa è presente una robusta torre campanaria quadrangolare costituita da tre piani, l'ultimo aggiunto nel 1930 per consentire una maggiore propagazione del suono delle campane nelle vicine contrade. Sulla cima, si conclude con un terrazzino circondato da un'elegante balaustra. La torre contiene tre campane di cui una sola a slancio.

### Interno
L'interno costituito da un'unica navata è decorato da capitelli corinzi incastonati nel muro. Il soffitto è a volta a botte lunettata decorata da affreschi.
Nel lato destro dell'arco trionfale verso l'altare vi è riportata la scritta: “A devozione del sacerdote Stefano Pastore rettore della Chiesa Anno 1892”, scritta votiva che ricorda il primo sacerdote della chiesa.

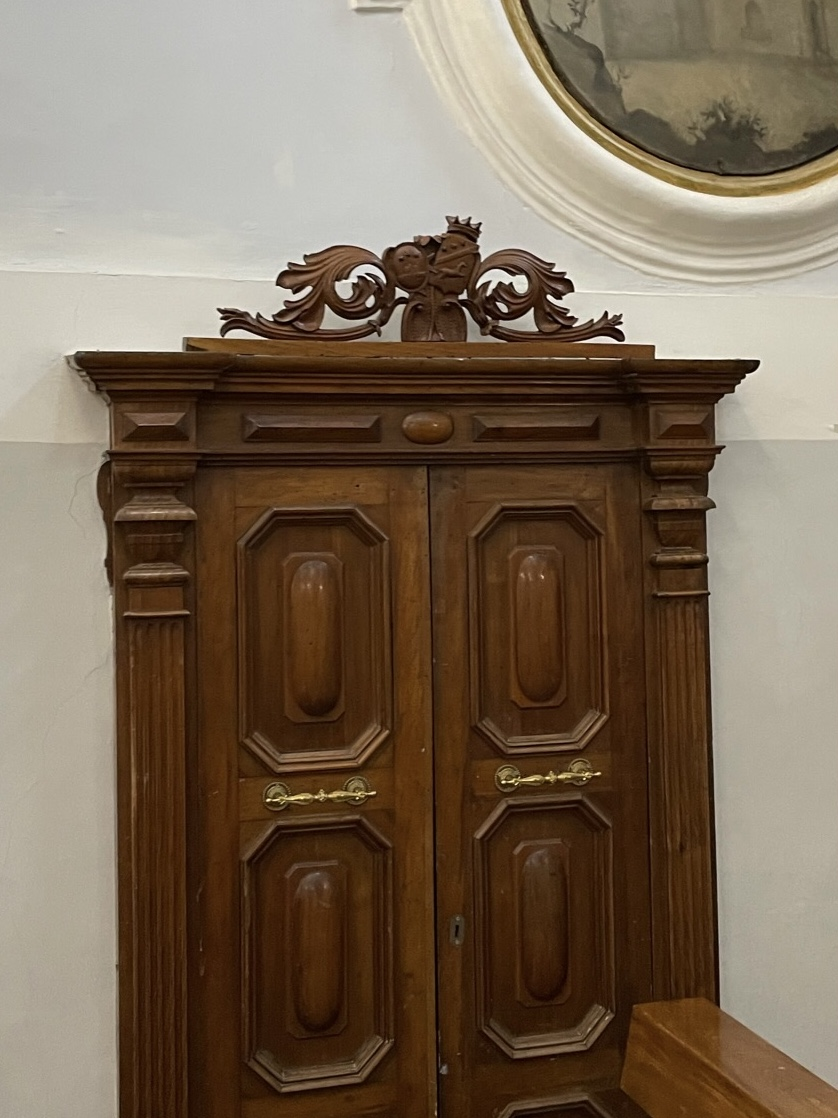
La Porta in legno della cappella di sepoltura Magdalone-Morelli

Ai lati della Chiesa sono presenti anche tre stanze di successiva fattura: una è la sala in cui il presbitero e i ministranti si preparano per la celebrazione, posta al lato sinistro dell'altare; un'altra è la sala dove le persone seguono anche le celebrazioni, dotata di ingresso indipendente e l'altra è la Sagrestia e Ufficio Parrocchiale.
Nella Chiesa è presente anche una piccola cappella, posta fra il campanile e l'antica canonica, nella quale riposano le spoglie mortali di Marietta Morelli e del consorte Giovanni Magdalone. A questa cappella si accede tramite una piccola porta lignea che riporta sulla sua sommità un fregio contenente gli stemmi delle due famiglie. È posta a destra della cantoria, sotto il quadro dell'Assunzione.
Il pavimento, oggi in mattonelle di graniglia decorate a scacchi bianchi e neri, originariamente era in mattoni di tufo. Nel 1932 venne applicata sopra di essi l’attuale pavimentazione, coprendo la precedente danneggiata dal passare degli anni.

#### Presbiterio

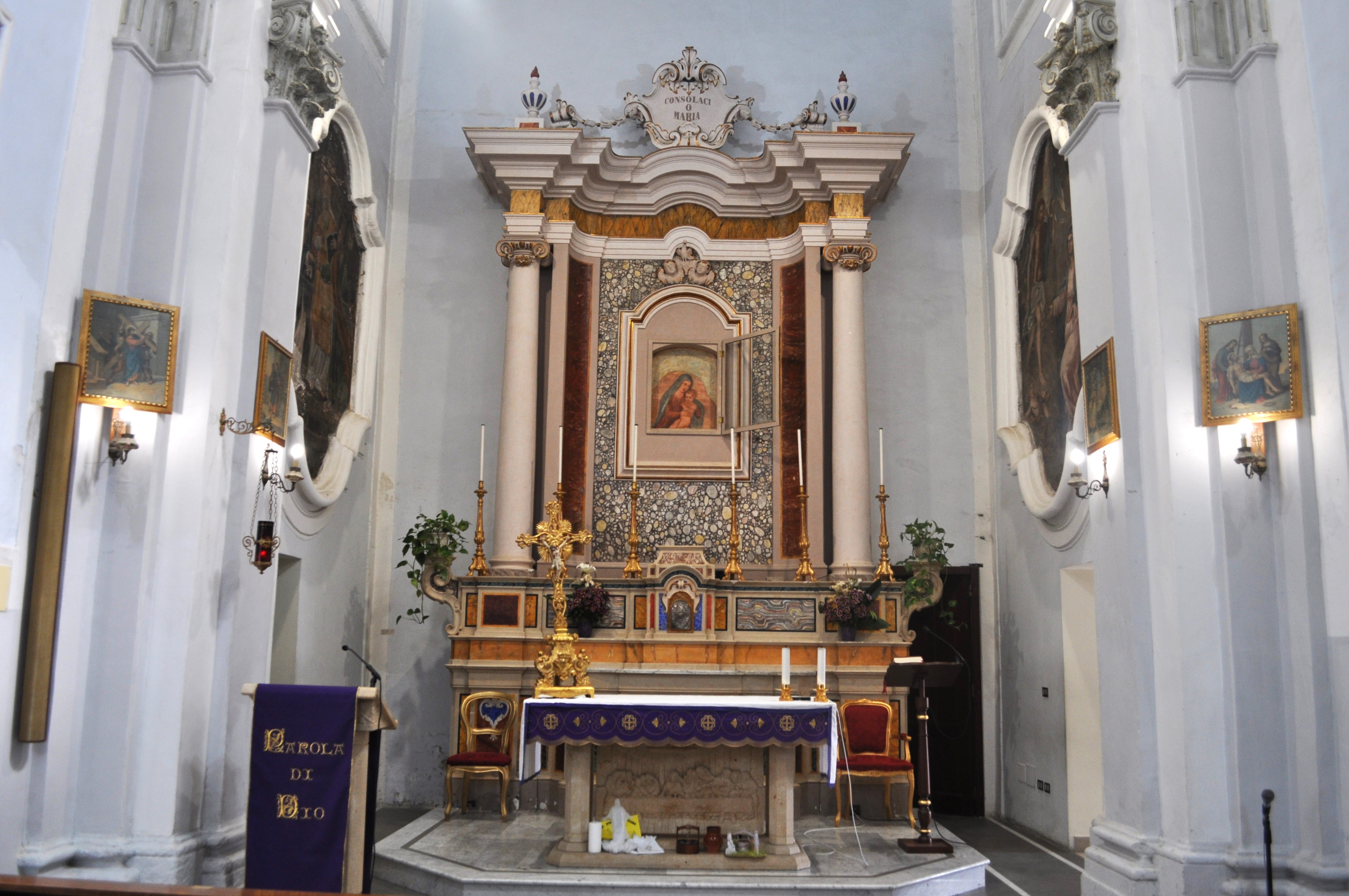
Il presbiterio

Il presbiterio, a pianta rettangolare, è rialzato di un gradino rispetto l'aula. La volta a botte della navata s'interrompe con un arco trionfale, sul quale è riportato in una cornice maestosa a forma di angeli, la scritta “Regina Mater Consolationis” (Regina Madre della Consolazione). Al centro del soffitto, in una maestosa cornice bianca, è affrescato il "cenacolo”. Sul fondo spicca il possente e antico altare decorato da stucchi policromi, con il tabernacolo incastonato al suo centro. La maestosa pala d'altare che lo sovrasta, retta da due colonne di ordine ionico, racchiude in una cornice bianca una piccola icona cinquecentesca raffigurante la Madonna della Consolazione il cui ritrovamento è stato il motivo di devozione per cui è stata costruita la chiesa. Originariamente il presbiterio era circondato prima da una balaustra semicircolare in legno e poi da una in muratura, che poggiava su un piano leggermente rialzato rispetto alla navata; per salire all'altare erano presenti tre ampi gradini. In seguito all'adeguamento liturgico postconciliare, sono stati inseriti anche nuovi arredi liturgici in stile moderno che però non rompono l'armonia artistica fra i due stili differenti della chiesa: la mensa retta da due colonne doriche con un bassorilievo rappresentante l'ultima cena, l'ambone e il fonte battesimale e il crocifisso ligneo che poggia su una base di pietra uguale al resto degli arredi. I gradini dell'altare sono stati ridotti ad un'unica grande piattaforma sulla quale poggiano la nuova mensa, la sede del celebrante e quella del concelebrante.

#### Cantoria e pulpito

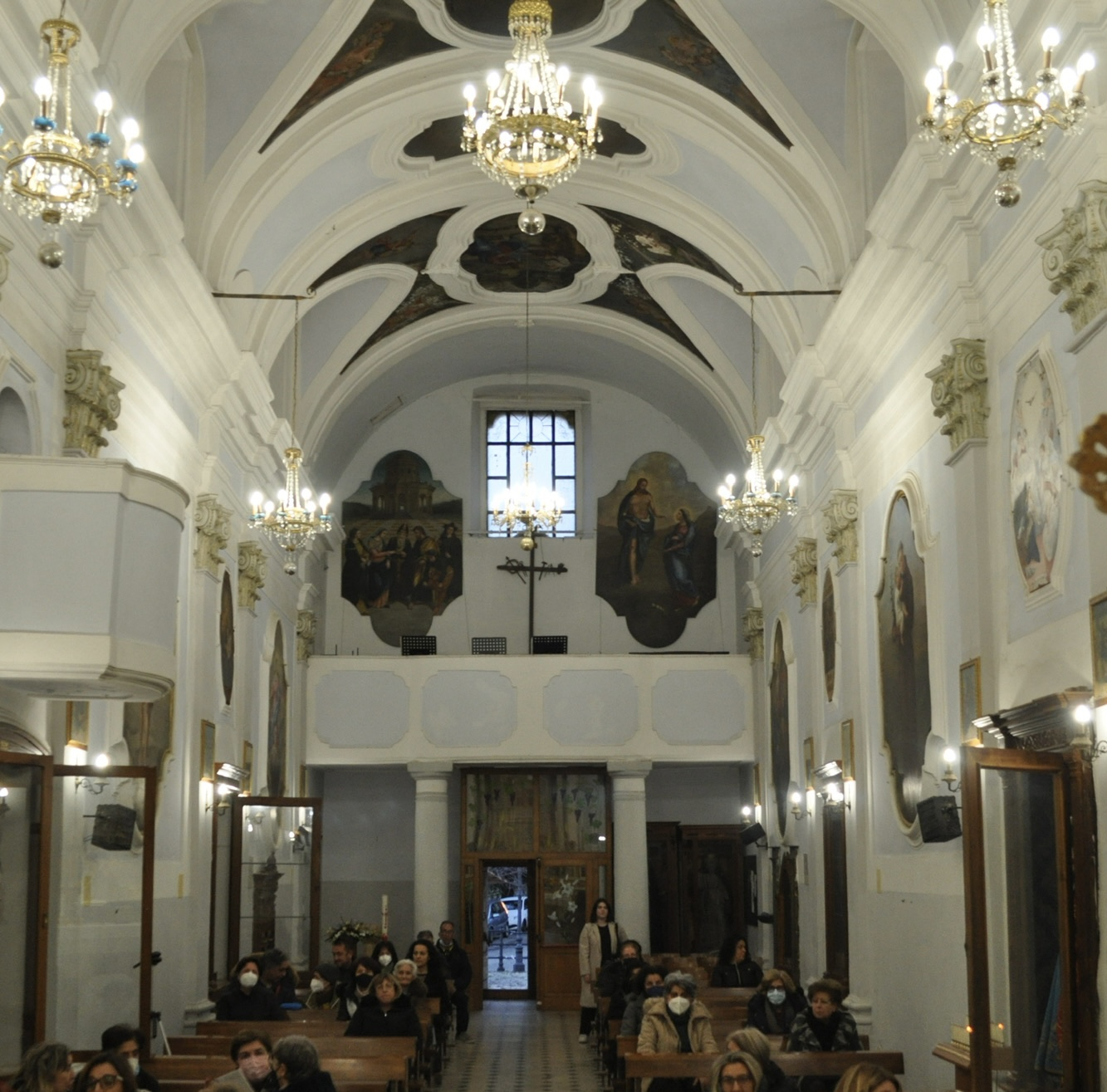
La Cantoria vista dall’altare maggiore

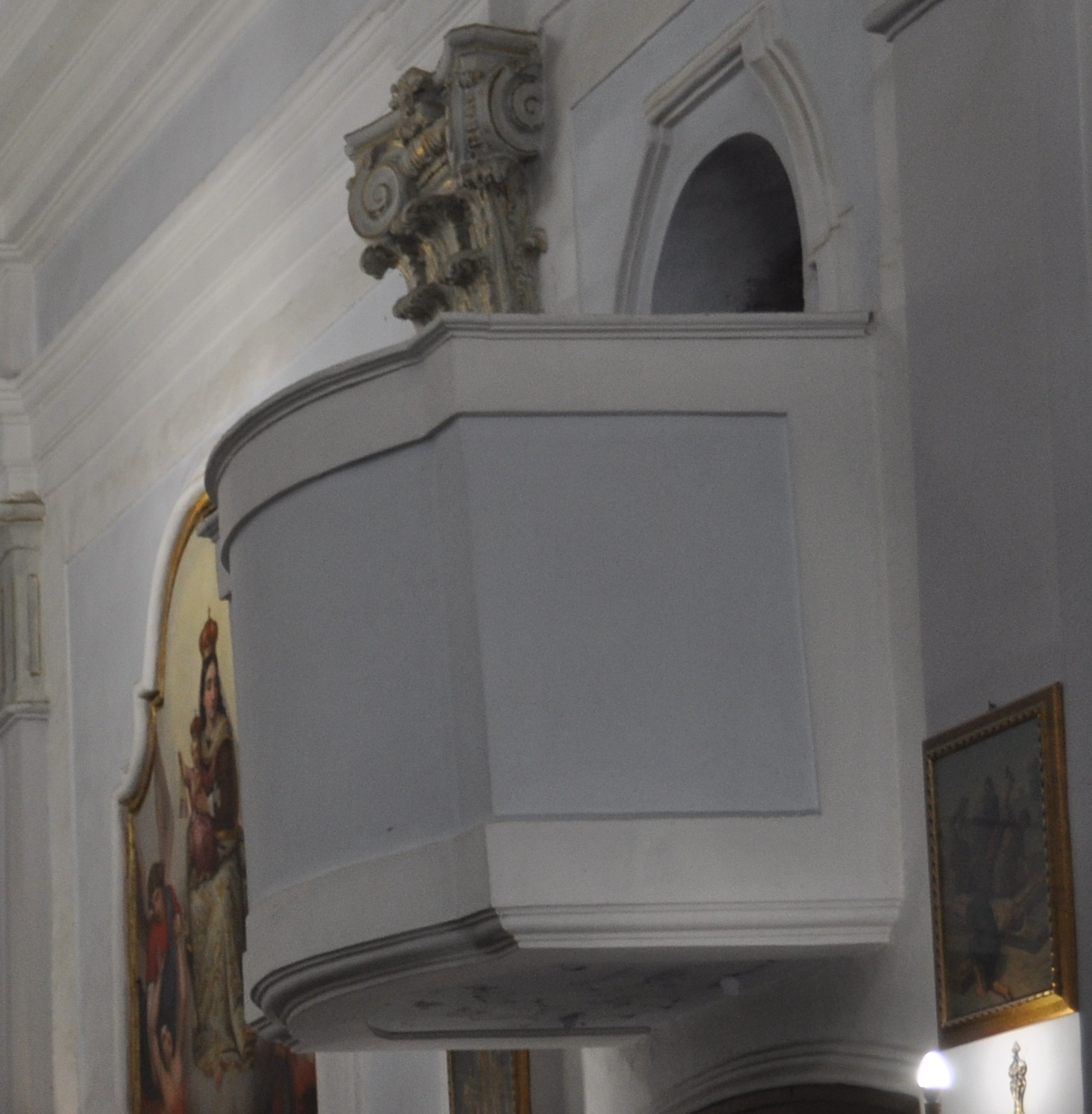
Il pulpito sulla parete destra.

La chiesa ha anche una cantoria, che sorge in controfacciata, retta da due robuste colonne decorate in modo semplice. Sotto di essa, sul lato destro dall'entrata, è posta una targa commemorativa che ricorda l'elevazione a Chiesa parrocchiale e la nascita dell'omonima parrocchia nel 1926. Il piccolo pulpito, che si regge sulla parete destra della chiesa, è in legno ed è decorato da stucchi colorati e da rilievi simili al resto delle decorazioni della chiesa.

## Opere d'arte
Sulle pareti della navata ci sono alcune tele che raffigurano santi e momenti della vita di Cristo. Sulla Cantoria, a seguito di un recente restauro sono state poste in mezzo a una grande croce due tele di Giovanni Greco che hanno coperto per molti anni i due affreschi più antichi posti ai lati del presbiterio: a sinistra lo sposalizio della Vergine Maria, a destra Cristo appare a Maria. I due affreschi originari del Presbiterio, sono oggi visibili e contornati da una possente cornice uno di fronte l'altro e rappresentano le medesime figure e soggetti di quelle più recenti.
Sul soffitto del presbiterio invece è affrescato il Cenacolo, racchiuso anch'esso in una cornice.
La volta a botte è affrescata a sezioni da ignoti Calabresi del XIX secolo. In ordine abbiamo: “Cristo e la Samaritana al pozzo”, “Monogramma Mariano”, “Il figliuol prodigo”, “Angeli che adorano il Santissimo Sacramento”, “Vocazione di San Pietro”.
Sulle varie lesene, illuminate da candele, sono poste le 14 stazioni della Via Crucis, racchiuse in particolari cornici barocche.
Particolarità degli arredi di questa chiesa sono le nicchie con stipi settecenteschi che conservano statue di santi: San Francesco da Paola, Santa Lucia, Madonna Addolorata, Madonna del Carmine, Santa Maria Goretti, Sant’Anna, San Giuseppe, Sant’Antonio Abate. La chiesa custodisce anche un maestoso crocifisso ligneo dorato posto sull'altare ed uno più grande, di legno classico che viene esposto in occasione della liturgia penitenziale del venerdì santo.

### Statua della Madonna della Consolazione

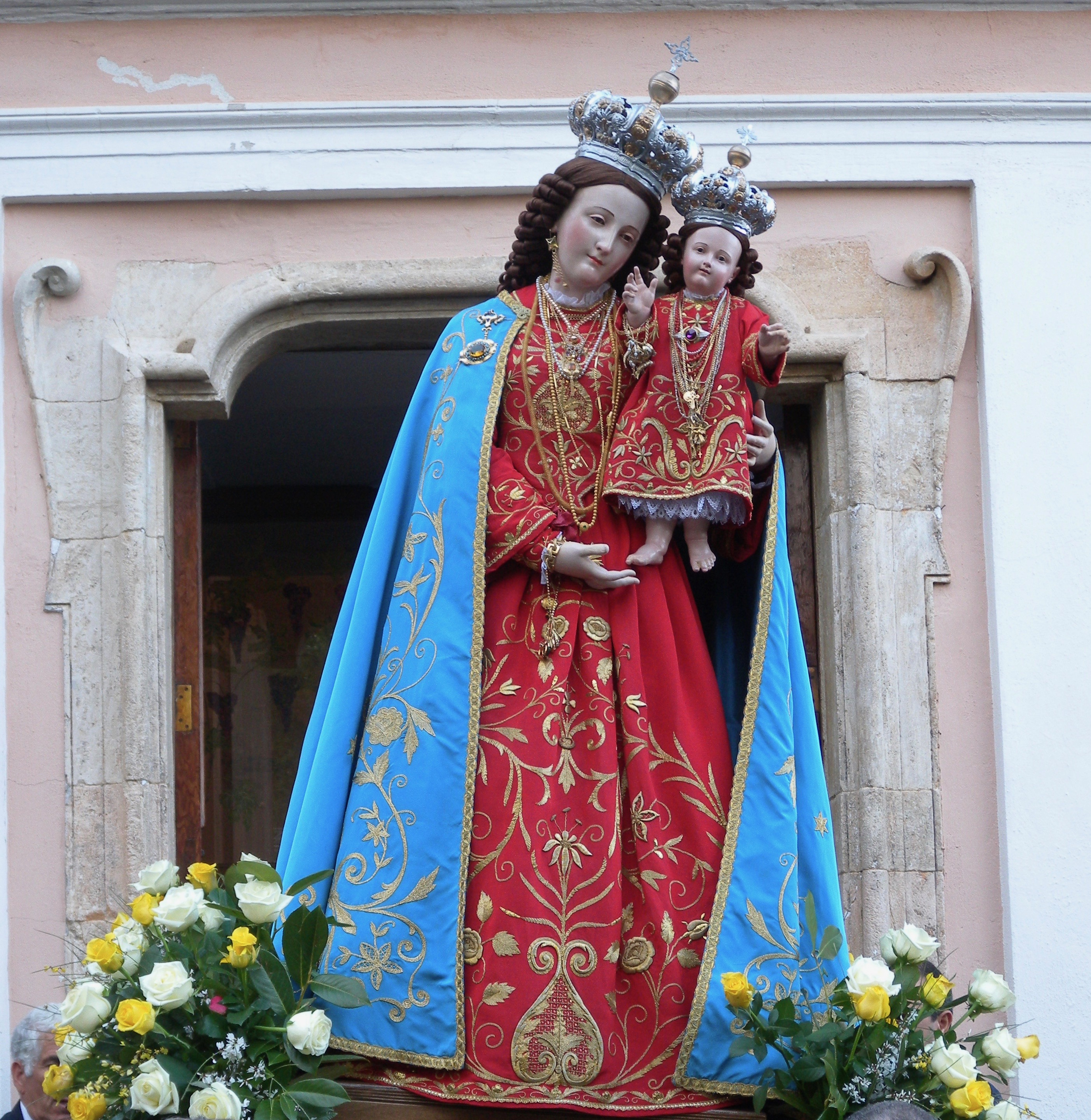
Statua della Madonna della Consolazione di Arcavacata.

La statua più importante è quella di Maria Santissima della Consolazione risalente alla fine del XIX secolo, in stile barocco. Ha un ricco vestito rosso con lavori in oro e un lungo mantello blu. In braccio porta il Bambinello che indossa lo stesso vestito della Madre. Il volto della statua, incorniciato da lunghi capelli ricci rossi, trasmette una profonda serenità ai fedeli, infondendo nei loro cuori la vera consolazione. La statua, il suo abito ed il mantello sono stati restaurati nei primi anni del 2000.
In occasione della sua festa viene addobbata con gli ori donati in devozione dagli abitanti del paese. I gioielli più importanti, perché di antico valore, sono quelli donati da Donna Caterina Morelli.
Attualmente gli ori sono custoditi nella tesoreria della Curia Arcivescovile di Cosenza, per proteggerli da eventuali furti, come già accaduto negli anni ‘70 del Novecento.

### Icona di Santa Maria della Consolazione
L'icona, di origine incerta e probabilmente databile al XV secolo, rappresenta la Madonna a mezzo busto, vestita di rosso e coperta sulla testa da un mantello azzurro:
- Il Rosso rappresenta la natura divina della Vergine e il suo legame diretto con Dio: essa è stata scelta direttamente dall'Altissimo per dare alla luce il suo Figlio Unigenito.
- L'Azzurro rappresenta la volta celeste nella quale la Vergine Maria risiede.

La Madonna tiene in braccio, alla sua sinistra, il Bambino Gesù che viene rappresentato svestito.
Secondo la leggenda, il quadro deriverebbe da un arco in muratura contenente questa antica icona. Si ipotizza che l'icona originariamente rappresentasse la Madonna di Costantinopoli da secoli venerata a Rende.

## Festa della Madonna della Consolazione

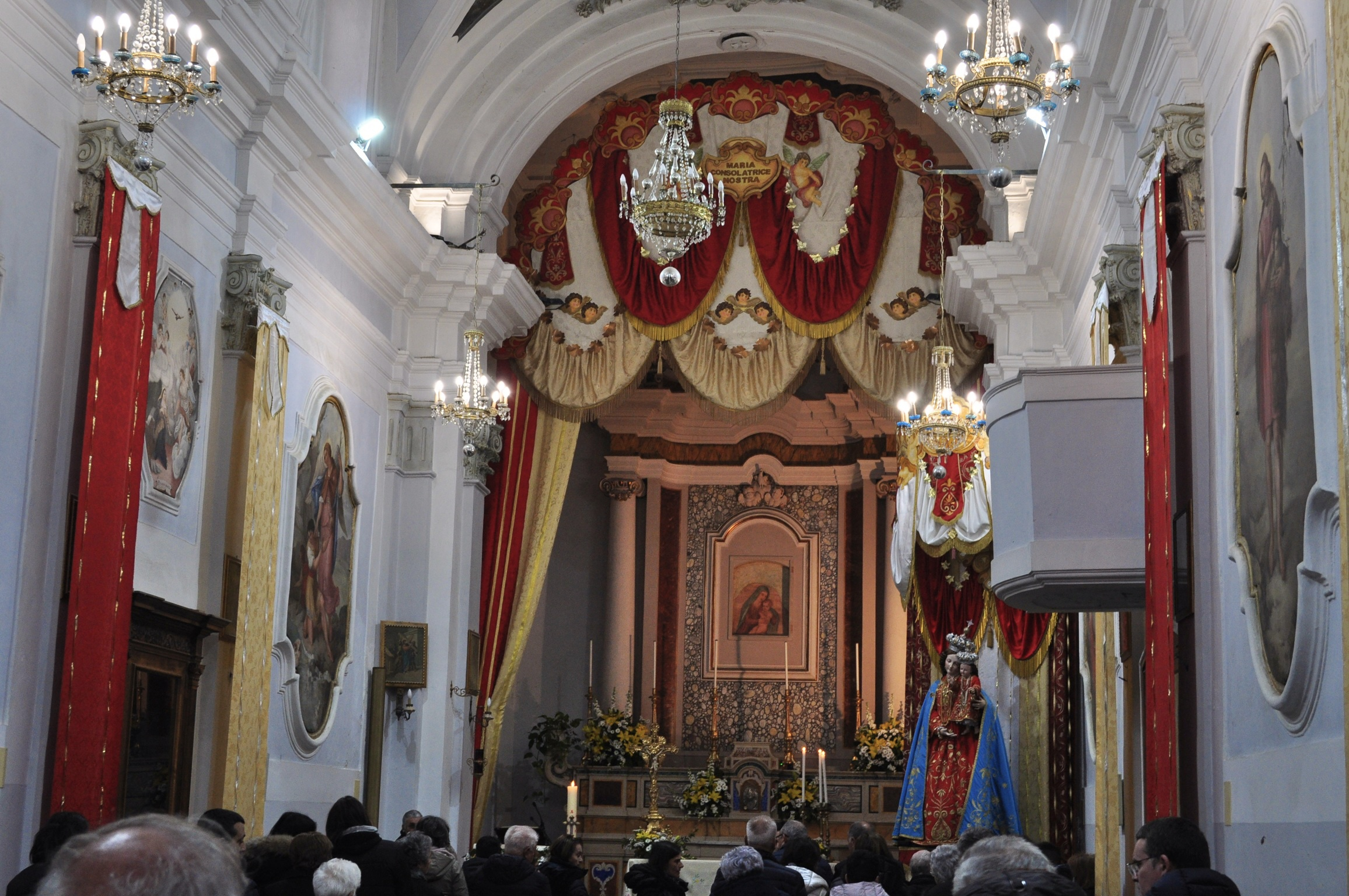
La chiesa addobbata solennemente nella festa patronale del 10 aprile 2023

La devozione popolare, condivisa con la vicina Santo Stefano, spinge oramai da più di un secolo a organizzare solenni festeggiamenti in onore alla Madonna della Consolazione. 
La festa patronale coincide con la solennità del lunedì dell'Angelo, memoria del giorno dell'apparizione dell'icona della Madonna di Arcavacata: in questo giorno di festa, la statua attraversa le strade del paese accompagnata da una grande processione. Si svolgono in questa occasione celebrazioni solenni, ma anche festeggiamenti di tipo civile come, rappresentazioni teatrali, spettacoli pirotecnici, concerti di musica contemporanea e classica a cura di artisti locali e non solo. È  tradizione da alcuni decenni, che la mattina della festa, un gruppo di suonatori di tamburi della Sila offra una propria performance in onore alla Vergine Maria. Insieme a questa tradizione c’è anche quella di portare durante la giornata della festa, la statua in processione verso le case degli anziani e degli ammalati impossibilitati ad uscire di casa.

## Galleria d'immagini

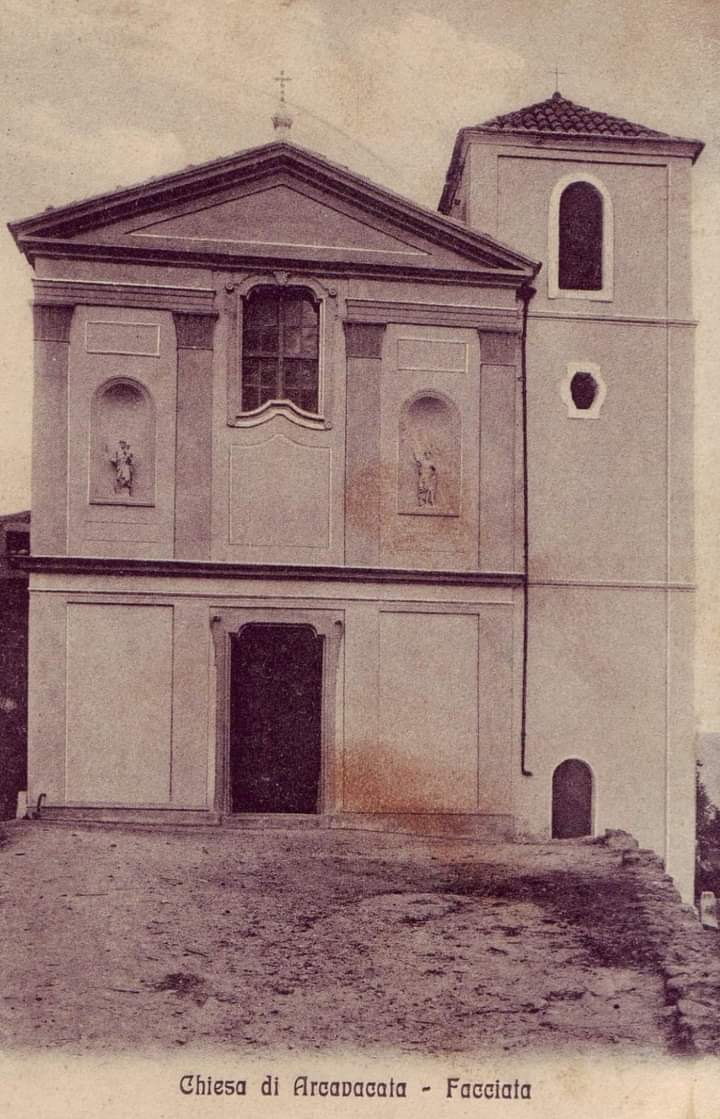
La facciata in un'antica stampa fotografica degli anni '20.
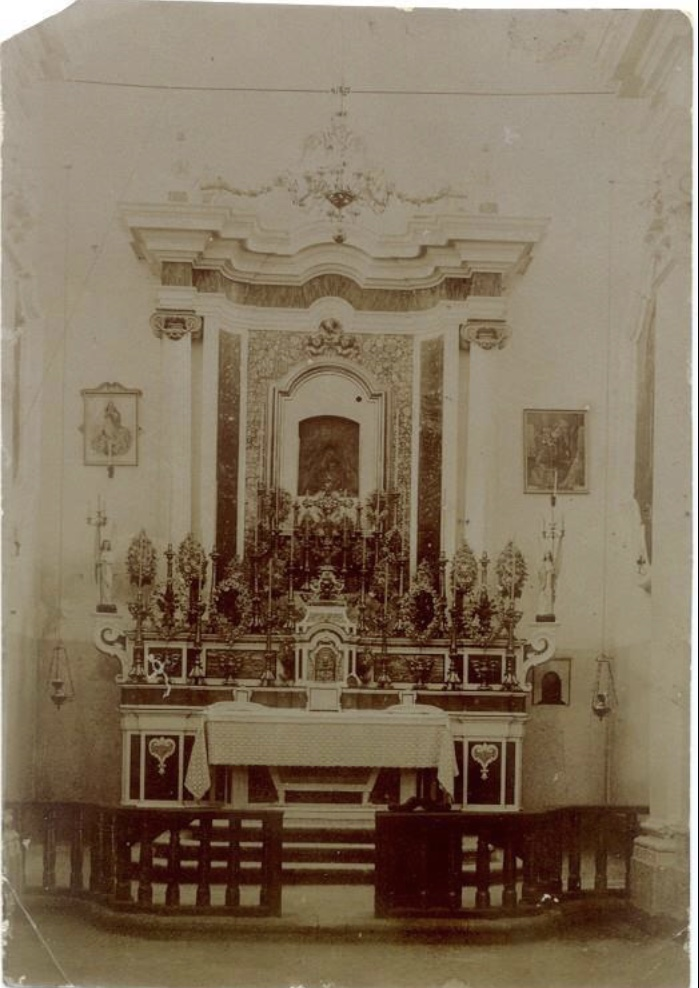
L'altare maggiore, decorato da corone di fiori e circondato dalla balaustra in legno, in una foto del 1947.
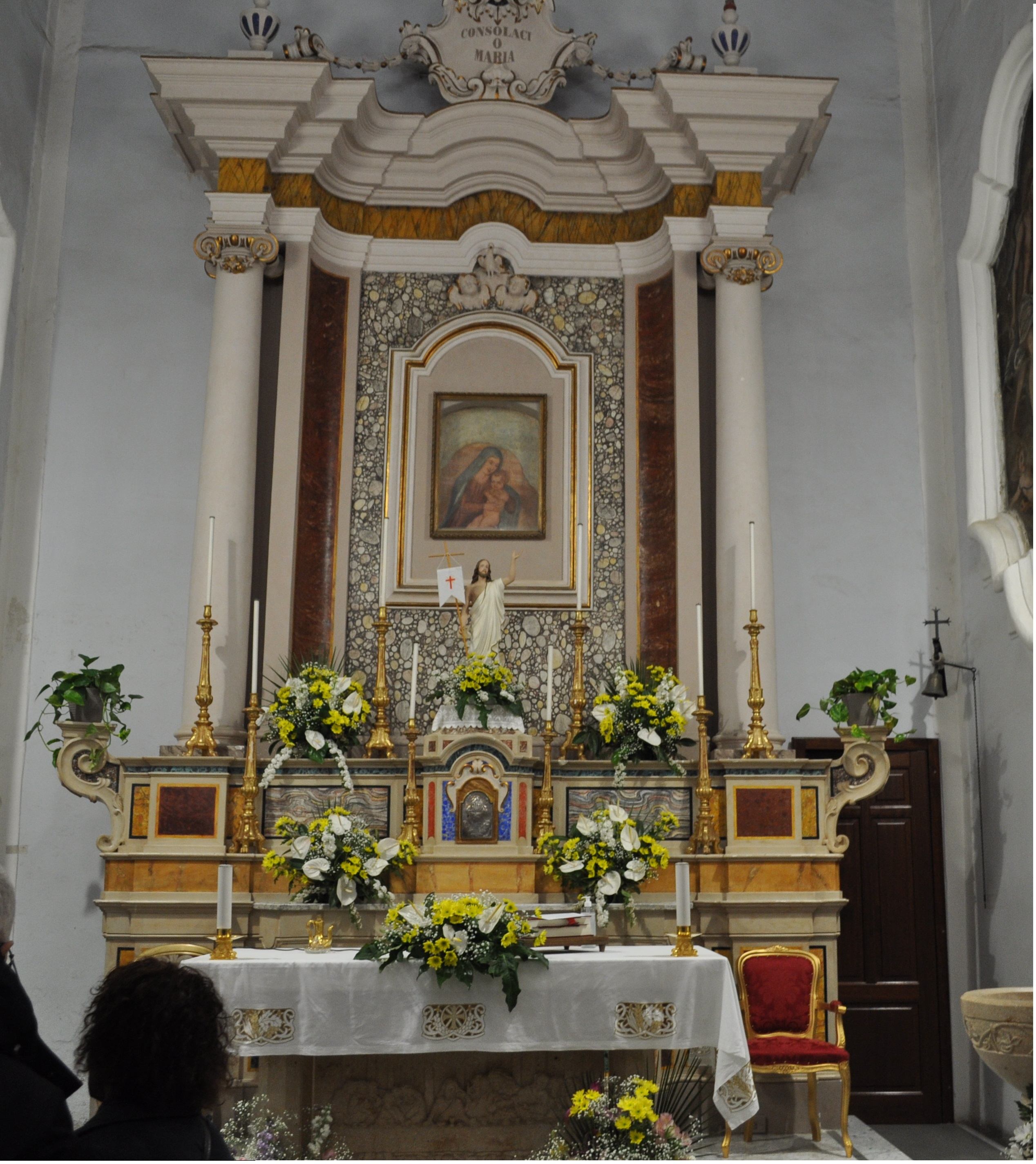
L'altare maggiore
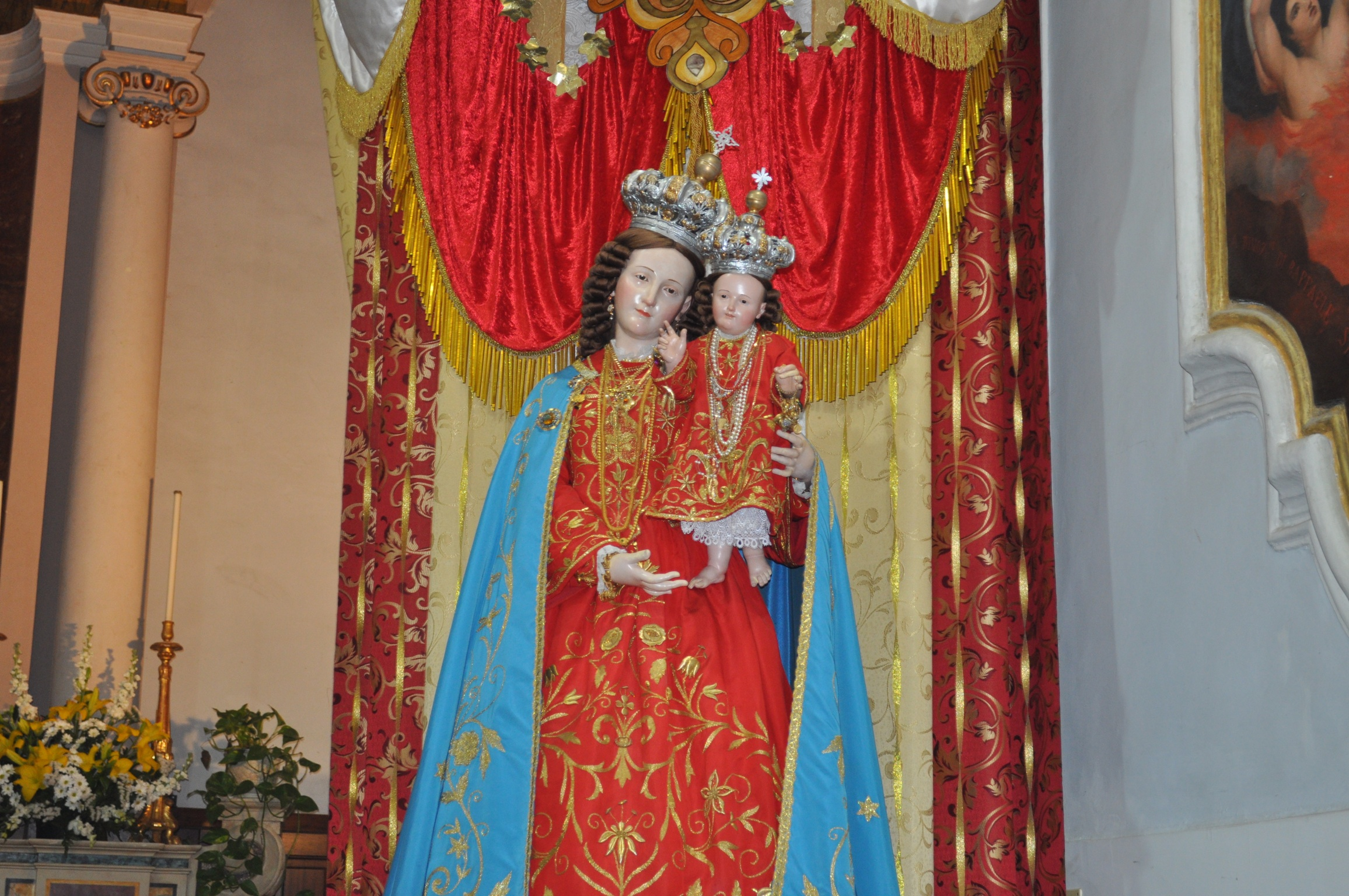
La Statua della Madonna della Consolazione
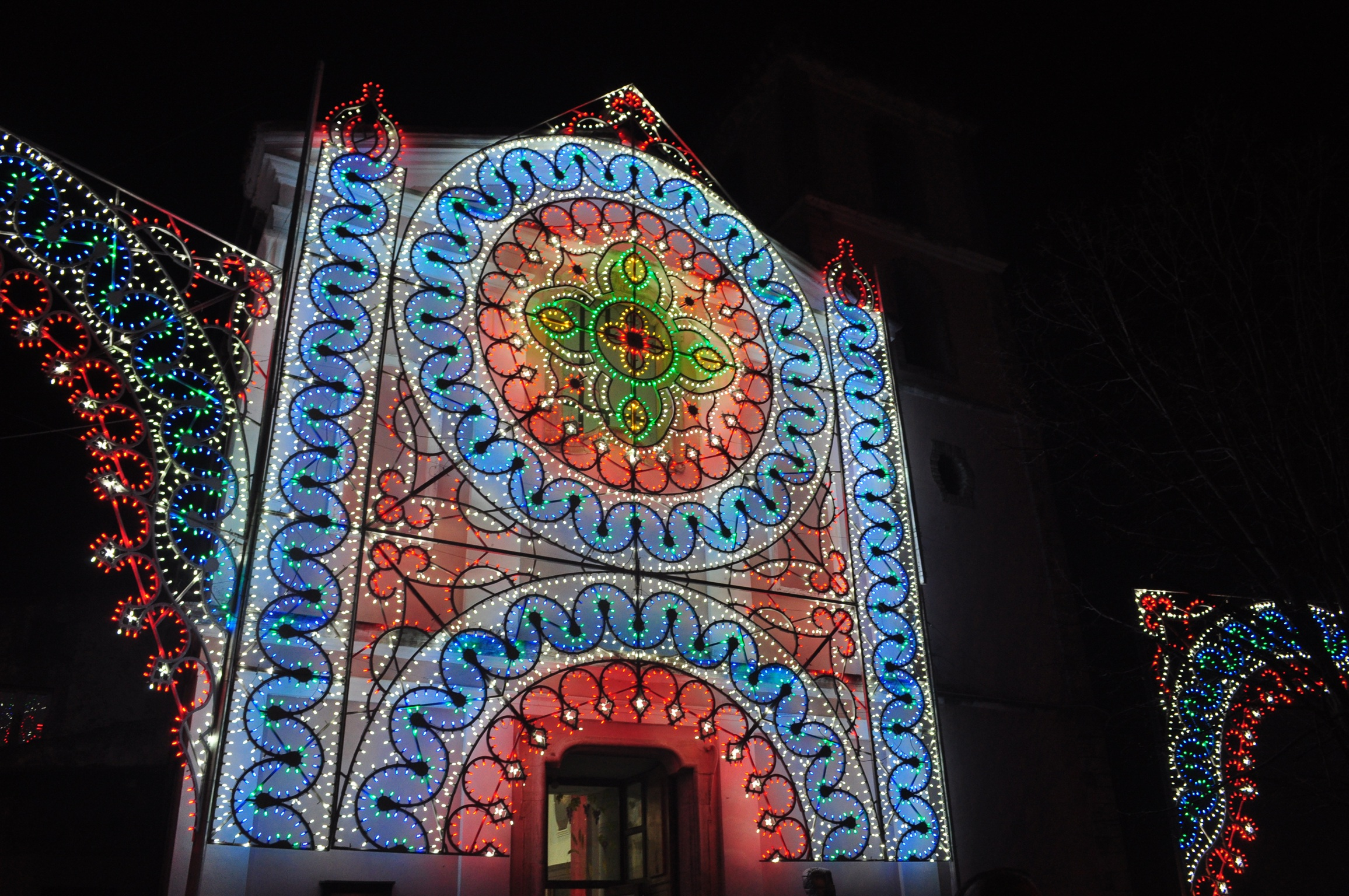
Le luminarie in occasione della festa
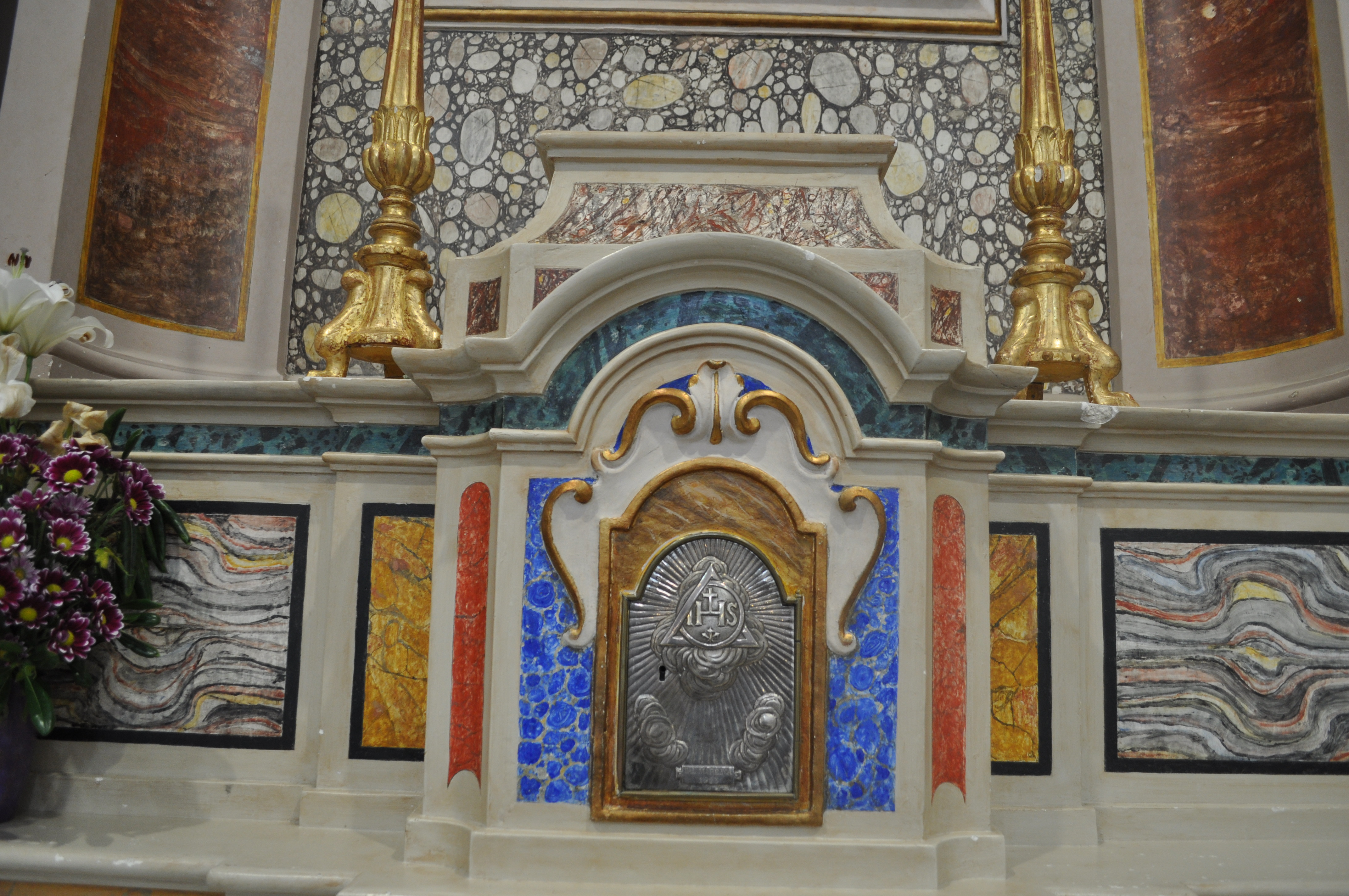
Il tabernacolo incastonato nell'altare maggiore
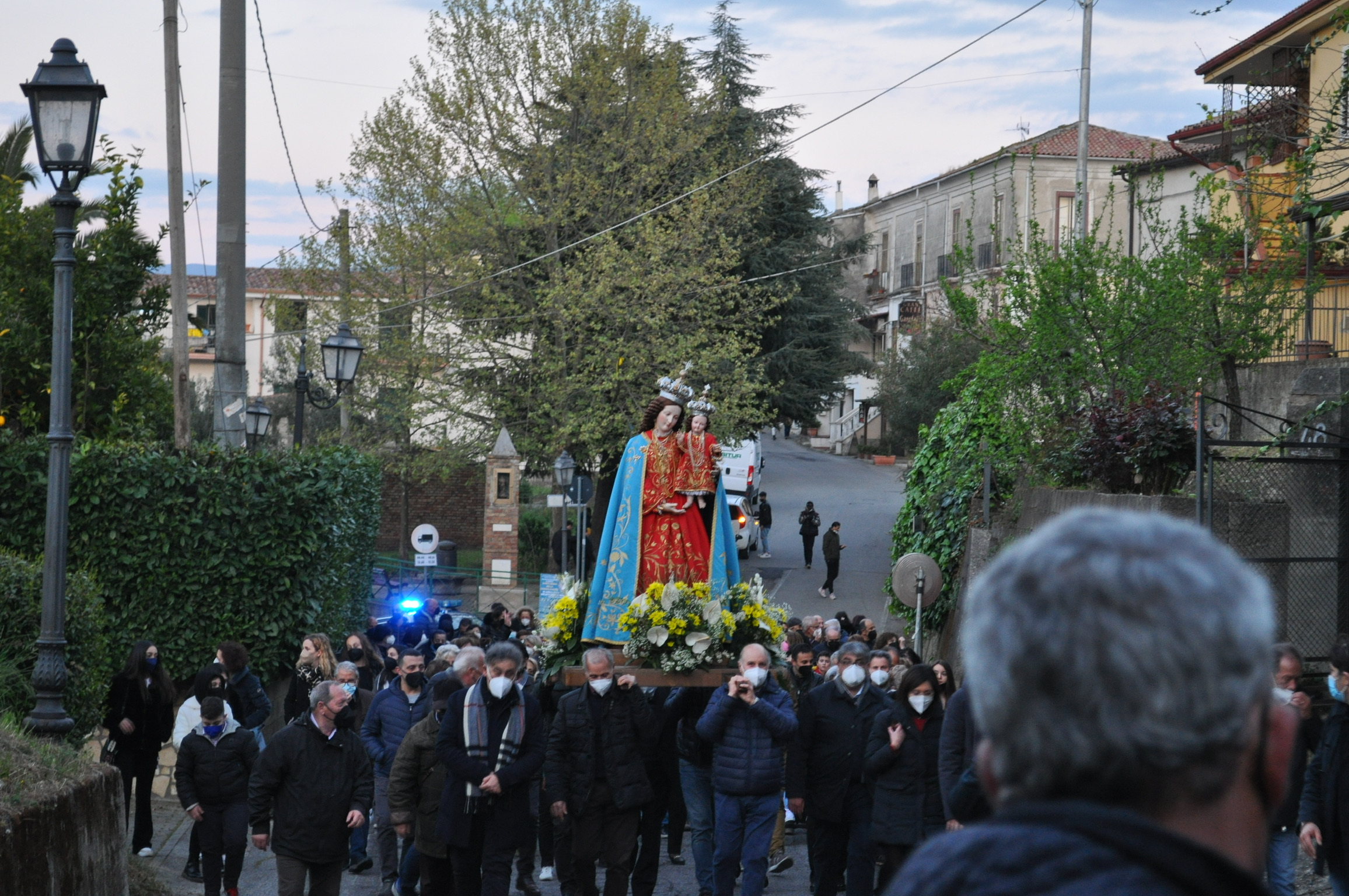
La processione del 18 Aprile 2022